# Воротилов (хутор)
Воротилов — хутор в Заветинском районе Ростовской области. Входит в состав Федосеевского сельского поселения.
Население - 262 (2010)

## История
Дата основания не установлена. Предположительно основан в начале XX века. Первоначально относился к Торговенской волости Черноярского уезда Астраханской губернии. По состоянию на 1914 года в хуторе имелось 57 дворов, проживало 102 души мужского и 166 женского пола.
Согласно всесоюзной переписи населения 1926 года в хуторе проживало 514 человек, из них украинцев - 511.

## Физико-географическая характеристика
Хутор расположен в степи на юго-востоке Заветинского района в пределах Ергенинской возвышенности, относящейся к Восточно-Европейской равнине, на реке Загиста, на высоте около 70 метров над уровнем моря. Рельеф местности равнинный. Почвы светло-каштановые солонцеватые и солончаковые.
По автомобильным дорогам расстояние до областного центра города Ростов-на-Дону - 440 км, районного центра села Заветное - 36 км, до административного центра сельского поселения села Федосеевка - 6 км.
Для хутора, как и для всего Заветинского района характерен континентальный, засушливый климат, с жарким летом и относительно холодной и малоснежной зимой (согласно классификации климатов Кёппена - Dfa).
Часовой пояс
Воротилов, как и вся Ростовская область, находится в часовой зоне МСК (московское время). Смещение применяемого времени относительно UTC составляет +3:00.

## Население
| 1914 | 1926 | 2002 |
| ---- | ---- | ---- |
| 268  | 514  | 150  |

| 2010 |
| ---- |
| 262  |

## Улицы
- ул. Зеленая,
- ул. Луговая,
- ул. Степная,
- ул. Широкая.